# ぎゃるかん
『ぎゃるかん』は、倉上淳士による日本の漫画作品。『WEBコミックハイ!』（双葉社）にて連載。また、それを原作としたドラマCDを指す。
本稿では『コミックハイ!』（双葉社）で連載されたスピンオフ作品『こぎゃるかん』についても記載する。

## 概要
『WEEKLY漫画アクション』（双葉社）2000年44号にて連載開始。アダルトゲーム業界を舞台にした、軽快な乗りのエロチックなラブコメディである。人気を博したが、編集長交代による掲載誌の劇画路線への変更に伴い、2002年7号をもって唐突な最終回を迎える。読者には不意の事態であったが、『メンズヤング』へ移籍し、同年7月号より連載が再開された。2006年7月には通算100話に到達し、記念企画として同誌主催でキャラクター人気投票が開催された。なお、同誌への移籍後は、連載時に用いるタイトルロゴでのみ『ぎゃるかん Ver.2.00』と表記されている。2010年5月28日より『WEBコミックハイ!』に移籍し、WEB漫画になった（毎月30日更新）。またバージョン表記もVer.3.00になった。2011年2月28日配信分で連載が終了した。
『こぎゃるかん』は、2004年3月の『COMIC HIGH』（後に『コミックハイ!』に改題）創刊と同時に連載開始（2007年4月号で連載終了）。『ぎゃるかん』に登場する高校生の遠山亜季を主人公にした学園ラブコメディーである。『ぎゃるかん』との姉妹作品であり、『ぎゃるかん』第1話よりも1年ほど前の時点から始まり、『ぎゃるかん』前史に相当する場面や、『ぎゃるかん』での出来事が『こぎゃるかん』視点で再び描かれた。

## あらすじ

### ぎゃるかん（あらすじ）
音航一郎は小さな証券会社に勤めていたが、外資に買収されたことによりリストラで解雇されてしまう。就職活動を続ける中で、偶然届いた大学時代のゼミ同窓会のお知らせを見て、そのツテから行き着いたゼミの先輩・水原尚子が経営する会社の面接に臨み、会社の内容を知らされないまま、すぐに営業社員として採用される。しかし、そこは社員が女だけのエロゲー会社だった……。

### こぎゃるかん（あらすじ）
私立霜降高等学校に入学した神代直道は、弓道場で見た遠山亜季の姿を見て一目惚れ。素人にもかかわらず、弓道部に入部してしまう。しかし直道にとって亜季の姿はあまりにもまぶしく、告白できないまま亜季への思いばかりが膨らみ、亜季も彼をただの友達にしか思っておらず、妄想とトホホが交錯する学園生活が続いていた。そんな中、学級委員長や弓道部の後輩の女の子など、直道の周りには次第に女の子が集まり始め、直道は亜季への思いを募らせながらも女の子達の恋の鞘当てに巻き込まれてしまう。そうした中で、直道と亜季との仲も次第に近くなっていくのであった……。

## 登場人物

### ぎゃるかん（登場人物）

#### ぎゃるかん
音 航一郎（おと こういちろう）
声：谷山紀章
本作の主人公。静岡県沼津市出身。第1話および第29話で24歳と発言していたが、第57話では「大学受験で上京してから7 - 8年になる」というセリフ（計算上25 - 26歳）もあり、少しずつ年を取っているようである。「ぎゃるかん」社員では唯一の男で、営業担当。
第1話で証券会社をクビになり、大学時代のツテを辿ってぎゃるかんへ入社する。第44話において甲はその私有する財産の全てを「ぎゃるかん」運営資金とするという契約により、部屋の大部分が会社倒産の危機に瀕した「ぎゃるかん」新オフィスになってしまい、第94話で残された私室が美々の荷物置き場になるなど、居場所は日々奪われ続けている。
妄想が大好きで、「ぎゃるかん」の女性社員のハーレムをたびたび妄想しているが、世の中はそんなに甘くないようで、社内では常に殴る蹴るの暴行を受け、一番弱い位置に追いやられている。自慰行為をよく行い、何度もその現場を「ぎゃるかん」社員に見られている。そのため、社則に「社内でやたらセンズリせぬように」が付け足されることとなった。
顔射好きであり、収集しているエロビデオコレクションも全て顔射ものか顔射フィニッシュものばかりである。また、音と肉体関係を持った女性は意外と多く、それらの女性にも顔射することが多い。
音 航一郎・女性遍歴
夏目美々、吉野彩、家城まひろ、長船綾音、寺本まりあ、冴草留依、ナム・T・ティエ、古井出今日子、前島香織

御子柴 はるか（みこしば はるか）
声：川澄綾子
「ぎゃるかん」B班チーフ・グラフィッカー。通称：みんこ。はねたクセ毛とポニーテールが特徴。素直な性格で、航一郎と最初に馴染んだ。当初はグラフィッカーとして未熟であり、尚子や香織に仕事が遅いと言われたり、アヴェスターのまさつきに駄目出しをされたり、「ぎゃるかん」倒産騒動の時には、社員の再就職先の社長として登場したまさつきに戦力外通告を言い渡されたりした。年下の香織に手ほどきを受けてグラフィックの勉強をしていたが、頑張りを認められてB班チーフ・グラフィッカーに就任。まさつきにも認められつつある。
航一郎に対しては好意をもって接し、航一郎との新婚生活を妄想しては赤くなったりしているが、航一郎が他の女の子と仲良くなったりエッチしたりすると、毎回のように彼女の知るところとなり、香織とともに泣き出したり殴ったり冷淡に接したりする。
料理が得意で、百合子とともに賄いを作るシーンが多いが、料理の腕は百合子には及ばない。
泣く時に「み〜！」と泣く。
胸がいまだ発育途上のようである。
前島 香織（まえしま かおり）
声：浅野真澄
「ぎゃるかん」A班チーフ兼グラフィッカー。通称：かおりん。ツンデレ。A班チーフだが、「ぎゃるかん」社員の中では最年少。かつては大手ゲーム会社「グリフォン・ソフト」に所属していたが、尚子・今日子とともに「ぎゃるかん」創立メンバーとなる。航一郎が来る前は営業も兼任しており、航一郎入社当時の営業の腕は航一郎よりも上。
A班のチーフに抜擢され、ゲーム作りを任されることとなる。気合を入れて臨んだ第1作目は原画の外注で優を採用するものの、優の作画が遅れて発売が大幅に延期になり、しかもまったく売れなかったため大赤字になってしまった。
最初は航一郎との間に距離があったが、「世話女房とダメ亭主」の構図で航一郎にあれこれ構っているうちに次第に距離を縮めていく。一人になると妄想を膨らませて自慰行為をしてしまう。料理も苦手というより経験自体無かったらしく（「賽の目切り」の意味が分からないレベル）であったが、航一郎に褒められてからは、麻婆豆腐だけは作れるようになった。
お嬢様だが、ある事情により家を出ており、現在はマンションに一人暮らし。航一郎に「何年も実家に帰らないのは良くない」と諭す百合子を微妙な表情で見ていたことから、実家とは疎遠になっているようである。
まさつきとは「グリフォン・ソフト」時代からの知り合いで、彼女の経営する「アヴェスターCo.」のメンバーであるゆっこらとも飲み会に顔を出すくらい仲が良い。まさつきは香織のグラフィッカーとしての実力を高く評価しているが、香織はまさつきが好きではないようである。
猫を飼っており、香織本人も怒り出すと時々頭から猫耳が生える。
連載100回記念の人気投票では、2位にダブルスコアをつける圧勝劇で1位を獲得するほどの人気となる。
水原 尚子（みずはら なおこ）
声：渡辺明乃
「ぎゃるかん」代表取締役で、グラフィッカー兼任。航一郎の大学ゼミの4年先輩で、航一郎が学生の当時は院生だった。大手ゲーム会社「グリフォン・ソフト」のCG班チーフであったが、自分の作りたいゲームを作るために「ぎゃるかん」を設立。香織・今日子を「グリフォン・ソフト」から引き抜き、シナリオ・構成に「スキッド・ソフト」から百合子を迎える。
沈着冷静な判断をするキレ者タイプだが、一度CD-ROMのプレス発注の際に営業不振の工場に料金を前払いしてしまい、工場が倒産したあおりを受けて会社を倒産させかける。この危機を航一郎の部屋に会社を移転させるという荒業で乗り切った。出費を抑えるために彼女自身はボロアパートに居住している。
不自然な旧仮名遣いの言葉を話し、「ふふふのふ」と笑う。ハンズフリーの携帯電話を愛用。第111話で判明したことだが、かなりの音痴。
航一郎に対しては、常に「音航一郎くん」とフルネームで呼ぶ。普段は航一郎に対してクールに接しているが、風邪を引いて寝込んだ航一郎を一人で看病したり、航一郎の学生時代に失恋して酔い潰れた航一郎をラブホテルに担ぎ込んで寝かし付け、彼と良い雰囲気になったことがあるが、どちらも航一郎には記憶がない。風邪から目覚めた航一郎に対して自分が看病したことは伝えず、「彼女に看病してもらったのではないか?」と発言したことから、彼女もまた航一郎に好意を持っていると思われる。
ペットであるフェレットのレッチェを溺愛している。
遠山 百合子（とおやま ゆりこ）
声：久川綾
「ぎゃるかん」B班チーフ兼シナリオライター。もともと「スキッド・ソフト」に勤めており、自宅でシナリオを執筆していたが、尚子に引き抜かれて「ぎゃるかん」に入社する。当初は「ぎゃるかん」全体のシナリオ・構成を行っていたが、2班体制になってからはA班の構成は香織に譲っている。シナリオ執筆を行いながら、尚子とともに今日子の原画をチェックしたり、音楽やアフレコ等を外注したりしており、その打ち合わせで会社を開けることが多い。
その仕事内容から、ゲーム制作が本格化するにしたがって仕事量が減少するため、賄いを作ることが多い。その料理の腕前は実家がお好み焼き屋をやっていることもあり、絶品である。
温和な性格で天然ボケも入っているが、青姦や航一郎とまひろのエッチの現場に潜入しては、その行為をメモに書き留めるなど研究熱心である。シナリオライターとしての能力は航一郎を感動させるほどである。
航一郎に対しては、シナリオの内容を褒められて以降好意を持って見ており、お見合いをさせられそうになったときに、航一郎を「偽装の彼氏」として両親に紹介し、親公認のカップルになる。最近は他の女の子と仲良くする航一郎に嫉妬する気持ちもあるようである。最終回において自分が「諦めの悪い女」と公言しており、恋人のできた音をまだまだ狙っているようである。
亜季という高校生の妹がいるが、亜季は重度のシスコンであり姉に近づく航一郎などを威嚇している。しかし本人も妹に劣らぬシスコン。妹のお菓子を横から食べてしまった美々をボコボコにしたことがある。
ウサギを偏愛しており、ウサギが描かれたパンティを穿いたり、勢いでウサギ型バイブを購入してしまったりなど、うさぎのこととなると見境がつかなくなる一面もある。また時々頭からうさ耳が生える。
ホクロが、口の右斜め下にある（時々ない。単行本第1巻初版35・36・39・199・215ページ、など）。遠山妹には左斜め下にあり、母には左右にある。
遠山 亜季（とおやま あき）
声：門脇舞
百合子の妹であり、「こぎゃるかん」のメインヒロイン。重度のシスコンであり、百合子に近づく男には敵愾心を隠さず威嚇を行う。
百合子を心から尊敬しており、百合子の仕事を手伝うために、18禁ビデオや「大人のおもちゃ」などを収集している。本人もエロゲーのシナリオや構成に興味を持っており、18禁のビデオや雑誌を見、百合子の会社に頻繁に顔を出しては、企画書を提出するなど研究熱心である。『こぎゃるかん』では男子生徒とも18禁ビデオや雑誌の貸し借りを行っているが、その正体はあくまで知識のみが進んでいる「耳年増」であり、本人はその手の経験は一切ない。
航一郎は百合子に近づく天敵として嫌っていたが、百合子がお見合いをすることになったときは、苦渋の選択で「偽装彼氏」になるように頼む。結果、航一郎と百合子は親公認のカップルとなるが、それが面白くないようだ。その一方で、エロゲーの研究のために航一郎をデートに連れ出し、駆け足でデートスポットを見て回り、最後に公園で青姦現場を覗き見ようとして航一郎のおしおきを受けた。
『こぎゃるかん』では弓道部のエースとして直道の心を射止める。しかし直道のことは単なる友達としか見ておらず、彼を秋葉原の怪しげな店に連れ出したり彼の家で18禁ビデオの上映会を行うなどしてきた。絵里奈が登場すると、直道と絵里奈を積極的にくっつけようとした。
やがて直道といちゃつく亜美を見て嫉妬したりしたが、自分の恋愛には鈍感だったため、業を煮やした絵里奈や亜美、ひろむと険悪な雰囲気になってしまうが、そこでようやく自分の気持ちに気づき、直道に告白してカップルになった。
古井出 今日子（こいで きょうこ）
声：能登麻美子
「ぎゃるかん」B班原画担当。通称：こいちゃん。当初は「ぎゃるかん」全体の原画を行っていたが、2班体制になってからはA班の原画は外注になった。彼女のみ会社にはほとんど出社せず、自宅アパートで原画作業を行っている。時々原画が出来上がらずに全体作業が遅れる原因になり、そのたびに尚子や百合子が自宅訪問をする羽目になる。
もともと「グリフォン・ソフト」に勤めていたが、尚子・香織とともに「ぎゃるかん」創立メンバーとなる。原画が作品の売り上げを最も左右するため、給与体系は彼女だけ別になっているようである。彼女の原画は評判が高く、熱烈なファンが存在する。しかし大勢のファンの前に現れるのが嫌いであるため、今日子のサイン会開催に当たっては一波乱があった。
まさつきから引き抜きに遭ったり、男である航一郎の入社が原因で退社を宣言するなど、何度も退社の危機があったが、そのたびに元の鞘に納まっている。
高校時代に大好きだった先輩に裏切られ暴行を受けた経験があり、そのため男性恐怖症に陥っている。男である航一郎を嫌っていたが、彼との関わり合いの中で航一郎にだけは次第に心を開きつつある。
「ぎゃるかん」のお色気担当。彼女が「ぎゃるかん」に出社したときは、まずはシャワールームに入っており、そこに航一郎が間違って乱入し、今日子にしばかれるのがお約束事項になっている。
実はかなりのボーイズラブ好きで、特にいたいけな少年が好き。「ぎゃるかん」の仕事とは別に同人誌を描いている。コミックマーケットに顔を出しては、持ちきれないほどの同人誌を買い込む。
最終回でぎゃるかんを退社し、フリーとなった。
夏目 美々（なつめ みみ）
声：伊藤静
「ぎゃるかん」B班プログラマー。通称：みんみん。卓越したプログラム知識を持っており、CD-ROMのデータ圧縮プログラムと打ち込みの速さにかけてはまさつきからも高く評価されており、一度引き抜きを画策されたほど。MP3プレイヤーの自作も出来る。
子供の頃の夢は「魔法使い」。一見意味不明な呪文（プログラム言語）を唱えて、夢を形にできる『魔法』（プログラム）と出会ったことで、プログラマーという魔法使いになれた、とは本人の弁。
ナムとは同じプログラマー同士大変仲が良く、いつもつるんでいる。第94話からはナムと同居を始めた。
航一郎とは何度かエッチをした仲である。そのため、航一郎の局部のほくろなど体の隅々まで知っている。もっとも、ナムと組んでのセクハラ行為（風呂に乱入、引きずり込むなど）もある。
「ぎゃるかん」のムードメーカーであり、いつも社内を引っかきまわしてはみんなに怒られている。その一方で、プログラム作業中は集中し、何日も寝ないで作業を行う。また社内で音と女性社員とのからみで雰囲気が悪くなった時にわざとちょっかいをかけ、悪くなった雰囲気をリセットする心遣いも行っている。
秋葉原の即売イベントの際は、変装して堀江 ちれん（ほりえ ちれん）として登場し、色仕掛けでソフトを売りまくった。
口癖は「もけけ」「もけー」。
ナム・Y・ヨー
「ぎゃるかん」A班プログラマー。ベトナム出身。大学で日本語を専攻し、卒業後に来日して2年間働いていた。「スタジオアベリア」に勤めていたときに、ヘルプとして「ぎゃるかん」にやってくるが、その最中に「スタジオアベリア」が倒産、そのまま「ぎゃるかん」の社員になる。
プログラマーとしては大変優秀であり、美々とのコンビで素晴らしいプログラムを組む。そのためにまさつきに目をつけられて、美々とともに引き抜きを画策されたことがある。
お酒がかなり強く、宴会があるとベトナムのお酒「ナム・フン」を取り出す。おいしいお酒なのだが、とんでもない量を持ち込むため、翌日に大抵の参加者は二日酔いに苦しむことになる。
ノリは大変明るく、美々とのコンビで社内を引っかきまわす。一人で電車に乗った際に痴漢に遭い、航一郎に助けられた際は普通の女の子らしい一面も見せた。微乳でパイパン。妹ティエの言により、実は処女と判明。
日本文化に造詣が深く、「浴衣着用の際は下着を着けない」など変なこだわりを持っている。
笑うときは「うけけ」と笑う。「なっ」と相槌を打つのが口癖。
吉野 彩（よしの あや）
「ぎゃるかん」B班グラフィッカー。「ぎゃるかん」では一番新しく入社した社員。
航一郎の部屋（現・ぎゃるかんオフィス）の隣室に住んでいる。航一郎が「ぎゃるかん」に入社した当時は女子大生。
エロゲー好きだが、自身で持っているパソコンはMacであり、Windows搭載パソコンを持っていないので航一郎のパソコンにエロゲーをインストールしてプレイしている。初めて音の部屋でエロゲーをプレイした際、その場の勢いでエッチに雪崩れ込み、そのまま航一郎のセックスフレンドとなる。
大学卒業を控えて就職活動を行うも全滅し、航一郎への永久就職も考えていたところを「ぎゃるかん」に拾われ、アルバイトとして働きながらグラフィックの勉強を行い、やがて正社員に昇進した。「ぎゃるかん」入社とともに航一郎とのエッチシーンは減少したが、コンパニオンのまひろと仲良くなった際にレズ性癖にも目覚めたようである。美々と同様、航一郎の体は隅々まで知っている。
レッチェ
「ぎゃるかん」で飼われているフェレット。旧・ぎゃるかんオフィスにて仮眠室に潜り込んでいたところを保護され、尚子に気に入られたため、そのまま飼われる事になる。しかし尚子を始めとする社員の家がすべてペットお断りであったため、結局は航一郎が世話をする羽目になる。
「ぎゃるかん」の女子社員にちやほやされていたためか、航一郎とはライバルの関係に当たり、よく航一郎に噛み付く。とはいえ航一郎に噛み付くのは彼のレクリエーションでもあるようで、彼なりに航一郎への親愛の情を感じているようである。
尚子に溺愛されており、その溺愛ぶりは異常ですらある。
道山 しづき（みちやま しづき）
ミュージシャン。外注で「ぎゃるかん」ソフトの音楽制作を行うが、ゲーム音楽の作曲経験がなかったため、陵辱シーンの音楽イメージが沸かず、苦労することに。結局、航一郎と百合子が陵辱シーンを再現したことにより、ようやくイメージが沸き、音楽が出来上がった。
それ以降もぎゃるかん作品の外注の音楽スタッフとして何度か登場している。
平井 優（ひらい ゆう）
フリーターであり、原画家を目指して修行中の19歳。前島班第1作目のソフトで、外注で原画を担当する。背が低く、女の子のように華奢だが、男性。打ち合わせの際に、香織と親密に接して航一郎をやきもきさせる。
ところが彼を採用したことにより、原画作業が遅れてソフトの発売が延期され、ようやく発売されたソフトも全然売れずと、結果「ぎゃるかん」に大きな損害を与えることになってしまった。
寺本 まりあ（てらもと まりあ）
前島班第2作目のソフトで、外注で原画を担当する。以前に「アヴェスターCo.」でゲームを手がけたが、設定や依頼内容を無視して自分の描きたい画を描くというスタイルだったため、そこそこ売れたにもかかわらず出入り禁止になってしまった。しかしぎゃるかんにおいては契約直後こそ設定無視は健在だったが、後に尚子立会いの元の相談で香織と和解する。
実は男女問わず道具を使ったエッチをして相手をいたぶるのが趣味で、典型的なS。航一郎をいたぶった後、美々とナムにもいたずらしようとしたが、逆に二人の開発したアダルトグッズの実験台にされてしまい、それ以降「ぎゃるかん（正確には夏目とナム）」にはあまり近づかなくなったが、他の女性社員を諦めたわけではないようだ。
また彩と仲良くしているまひろを食べようと近づくもおあずけされてしまい、まひろに性的にいじめられたことから若干M気質も開花するシーンがあった。

#### アヴェスターCo.
油井 まさつき（ゆい まさつき）
「ぎゃるかん」のライバル社にあたる「アヴェスターCo.」の代表取締役。“まさつき”はペンネームであり、本名は五月（さつき）。尚子からは「キツネ女」と呼ばれている。もともと尚子らと同じ「グリフォン・ソフト」のグラフィッカーであり、香織にグラフィック技術を教えた。尚子らの大量退職により、「グリフォン・ソフト」は制作能力を失い、そのとばっちりを一身に受けたようである。やがてまさつきもゆっこらを引き連れて「グリフォン・ソフト」を退職し、「アヴェスターCo.」を設立する。
「アヴェスターCo.」は、親会社が大手メーカーであり、オーソドックスで絶対外さないゲームを作る会社であるため、「ぎゃるかん」よりは儲けているものの、人材に難があるため、「ぎゃるかん」から航一郎、今日子、美々、ナムを引き抜こうとした他（いずれも失敗）、「ぎゃるかん」に侵入して産業スパイを行ったこともある。
倒産の危機に瀕した「ぎゃるかん」に社員の再就職先の社長として乗り込み、はるかに戦力外通告を言い渡したりもしたが、最近ははるかの成長を認めているようである。
航一郎に対しては展示会のときに手コキを行い、色仕掛けで引き抜きを行おうとした。彼のようなタイプは嫌いではないらしい。
ゆっこ
「アヴェスターCo.」のプログラマー。まさつきとはボケと突っ込みの関係で、いつも振り回されている。香織の親友であり常識人。「ぎゃるかん」登場人物の中で、香織のことを「香織」と呼ぶ唯一の人間。最近「グリフォン・ソフト」管理部の登坂という男との結婚を発表した。本名は登坂（旧姓：緒方）由紀子。
結婚後「ぎゃるかん」にヘルプとして訪れた際には無事妊娠した事を公表した。

#### 音家
音 乃亜子（おと のあね）
航一郎の姉。沼津市在住。結婚しろとうるさく言われているため、航一郎に早く結婚して防波堤になって欲しいと思っている。
航一郎のことは"コウちゃん"と呼んでおり、自慢の弟である。航一郎の過去の行動や性癖は全部把握している。
「ぎゃるかん」の女の子は全員お気に入りであり、特に料理が上手い百合子が一番のおすすめである。尚子とは電話番号の交換をしてメールをする仲である。
音 甚一郎（おと じんいちろう）
航一郎の祖父。沼津市在住の元漁師。音家はかつては代々網元の家系であった。
海の男らしい豪快な性格であり、ハーレム願望を語るなど孫に通ずる考えを持つ。

#### その他
家城 まひろ（いえき まひろ）
イベントコンパニオンを務めるコスプレイヤー。ゲームの即売イベントに自作のコスプレ衣装で現れては、カメラ小僧の前に立ってモデルになっている。航一郎とはイベントで顔を合わせるたびに、セットの裏などでエッチな行為をしている。第91話では「ぎゃるかん」社内で、彩とレズ行為を行った。本名は桜井 みこと（さくらい みこと）。「家城 まひろ」は、コスプレネームである。
長船 綾香（おさふね あやか）
旧・ぎゃるかんオフィスがあったビルに派遣されていた警備員。実はゲームオタクで、「ぎゃるかん」作品のファンで、ゲームのシチュエーションを全て覚えているほど。産業スパイのために忍び込んだまさつきをノーチェックで「ぎゃるかん」オフィスに通すなど、警備員としてはヘマもやらかす。「ぎゃるかん」オフィス移転後は登場しなくなった。
西野（にしの）
航一郎の住むマンションの自治会長。「ぎゃるかん」のオフィスが移転してきた後の航一郎の部屋に関する苦情処理のために、部屋を訪問する。実は夫婦の夜の生活について不満を感じていたが、「ぎゃるかん」の社員の話を聞いて元気を取り戻す。
星野 ちこ（ほしや ちこ）
名古屋市で行われた「ぎゃるかん」ソフト即売イベントに狩り出された売り子。気が強く、思ったことをズケズケ言うタイプだが、そんな彼女のファンも多い。客に対する横柄な態度を衆人の見ている前で航一郎に説教されるが、そんな航一郎を気に入り、その晩ホテルの部屋まで押しかけ、良い雰囲気になる。
苗字が「ほしや」なのは、名古屋だけに、並べ替えると「しゃちほこ」になるように。
冴草 留依(さえぐさ るい)
声優。ぎゃるかんソフトのアフレコの仕事をしていたが、彼氏とケンカ別れしたばかりで気が乗らずにいたところ、航一郎とエッチすることでストレス発散し、やる気を取り戻した。

### こぎゃるかん（登場人物）
神代 直道（じんだい なおみち）
「こぎゃるかん」の一応の主人公。私立霜降高等学校の2年生で弓道部所属。入学直後に弓道部で弓を引く亜季の姿を見て一目惚れし、弓道部に入部してしまう。
入部後は亜季に引きずられっぱなしで、怪しげな店に「大人のおもちゃ」を買いに行かされたり、直道の部屋で18禁ビデオの上映会が開かれたり、秋葉原の怪しげな店にデート（?）に連れ出されたりしている。
妄想が激しく、亜季を思いながら自慰行為に耽ることが多い。たいていの場合、自慰の現場を妹に発見され、母親に通報されて殴られるのがお約束事項になっていた。
絵里奈に告白され、亜季への思いから一度は断ったが、諦めきれない絵里奈にその後もデートや初詣に誘われ、形としてはなんとなく付き合っている形になっている。2年生になって亜美からも積極的にアプローチされるようになり、嫉妬心から亜季に邪険に扱われたりと、いろいろと振り回されていた。
弓道の腕はまったく上達しないが、コーチとしては教え方が上手く、部員にコーチをせがまれている。本人も人に教える喜びを実感していた。
「こぎゃるかん」最終話で、紆余曲折の末にようやく告白し、亜季とカップルになった。
「ぎゃるかん」には、第87話でソフトボールの試合の審判として登場して、以後ゆず、ひろむと一緒に遠山宅に集まって登場している。
その後もぎゃるかん本編に何度か登場し、音航一郎の顔射派に対し口飲派である事を自ら暴露した。
南雲 絵里奈（なぐも えりな）
直道や亜季の1年生の時の学級委員長。直道や亜季のことは弓道部の朝錬のために朝の会に遅刻したり、いかがわしい雑誌やビデオを校内に持ち込んでいるため、嫌っていたが、学級委員長として生真面目ゆえに、クラスでも孤立しがちな絵里奈を助けたり、弓道場で真剣に弓を引く直道の姿を見て惚れてしまう。
学園祭の模擬店の店番をしていたとき、直道に告白。クラスのみんなにも告白したことを宣言する。一度は直道に断られてしまうが、能天気な亜季のお膳立てもあって、その後もデートや初詣に積極的に誘い、形としてはクラスメイトや親公認で直道と付き合っていることになっている。
初詣の際のある事件をきっかけに、直道の想い人が亜季であることを見破り、遊園地に出かけた際に観覧車の中で亜季と直接対決をするが、能天気な亜季に「2人の恋を応援する」とかわされてしまう。この一件で自分と直道よりも直道と亜季の方が近い関係であることを思い知らされ、もっと直道と近づきたいと心に誓うが、あえなくクラス替えで直道や亜季とは別のクラスになってしまう。
別のクラスになって以降、昼休みに直道や亜季のクラスで一緒に昼食を食べている。亜美の登場以降、一時は亜美への敵愾心を見せたが、それが一段落すると直道の気持ちに鈍感な亜季に怒りが爆発し、亜季と険悪な雰囲気になってしまう。しかし亜季が自分の気持ちにようやく気付くと、自ら直道から身を引いた。
高久 亜美（たかく あみ）
弓道部の後輩で1年生。問題児で何をやっても長続きしない性格。とりあえず入った弓道部で、自分に対して親切に弓道の手ほどきをする直道を見て好意を持ち、積極的にアプローチを始める。
唯我独尊な性格ゆえに弓道部では孤立しており、特に亜季とは犬猿の仲。亜季は「絶対に弓道部をイビリ出してやる」と言い、亜美は「気に入らない亜季より上手くなってから辞める。それまでは絶対に辞めてやらない」と応じている。
弓道部の更衣室で下着姿で直道に迫ったり、無理矢理デートに連れ出したりし、弓道部の練習でも直道と体を密着させて手ほどきを受けている。亜季はその姿を見て嫉妬し、一度は弓道の調子を落としてしまう。絵里奈も新たなライバルの出現に奮起しており、プールで直道を巡って直接対決をしたり、逆に運動会のときは直道と亜季が仲良くしないように共同戦線を張ったりした。直道の心が亜季に向いており、自分の芽が無いことに気づいているが、鈍感な亜季にいらついている。亜季に挑発的な発言をして自らの気持ちを気づかせ、亜季が直道に告白したことで自ら身を引いた。
木暮 ゆず（こぐれ ゆず）
直道や亜季のクラスメイトにして親友。直道を亜季に引き合わせた人でもある。ロリータ体型で言動も子供っぽいが、エッチなことに興味津々である。料理同好会の会長で、正式な部への昇格に向け燃えている。ピーマン嫌い。
「ぎゃるかん」には、第87話でソフトボールの試合のギャラリーとして登場して、以後直道、ひろむと一緒に遠山宅に集まって登場している。
大野 ひろむ（おおの ひろむ）
直道や亜季のクラスメイトにして親友。亜季の親友の中では最も大人びており、適切な助言をする。少年から大人まで幅広い男性と付き合っており、非処女。恋の終わりの苦しみや妊娠を心配する発言も行っている。クリスマスの夜は新たな男と過ごし、夏休みのときは「パパ」にフロントホックのビキニをプレゼントされた。放送部の部長で、校内放送をするシーンが多い。直道の気持ちに気づかない亜季に愛想を尽かして仲違いし、絵里奈に肩入れしたが、亜季が直道に告白したことで友情が復活した。
「ぎゃるかん」には、第87話でソフトボールの試合のギャラリーとして登場して、以後ゆず、直道と一緒に遠山宅に集まって登場している。
山形 勲（やまがた いさお）
弓道部の部長。面倒見が良い性格で、直道に弓道の助言を行ったりいじって遊んだりしている。その一方で部活動中の私語を注意するなど、部長らしい面も見せていた。
栗本 すみ子（くりもと すみこ）
弓道部の副部長。「弓道部の伝統」により直道を色仕掛けの罠にはめ、引っ掛かった直道をパンツ一丁にしてしまう。弓道の腕が上達した直道を褒めたりした。
詩乃（しの）
絵里奈のクラスメイトにして親友。絵里奈と直道の恋の行方を心から応援している。亜季とも言葉を交わすほどの仲。
平田（ひらた）
直道や亜季のクラスのクラス委員。絵里奈が自分のクラスに出入りするのが気に入らなかったが、実は絵里奈に気がある様子で、周りにはバレバレであった。

## 書誌情報
発売元はすべて双葉社アクションコミックス。

### ぎゃるかん（書誌情報）
1. 2001年6月28日 ISBN 4575825808 C9979
2. 2001年9月28日 ISBN 4575826049 C9979
3. 2002年1月11日 ISBN 4575826375 C9979
4. 2002年5月13日 ISBN 4575826812 C9979
5. 2003年3月 8日 ISBN 4575828076 C9979
6. 2004年1月10日 ISBN 4575829250 C9979
7. 2004年10月12日 ISBN 4575830178 C9979
8. 2005年6月13日 ISBN 457583100X C9979
9. 2006年5月27日 ISBN 4575832413 C9979
10. 2007年3月28日 ISBN 4575833444 C9979
11. 2008年1月28日 ISBN 4575834483
12. 2008年12月27日 ISBN 4575835625
13. 2009年9月28日 ISBN 4575836818
14. 2010年7月28日 ISBN 4575837989
15. 2011年4月28日 ISBN 4575839043 C9979

### こぎゃるかん（書誌情報）
1. 2004年10月12日 ISBN 4575830186 C9979
2. 2006年3月11日 ISBN 4575832138 C9979
3. 2006年10月12日 ISBN 4575832987 C9979
4. 2007年6月12日 ISBN 457583369X C9979

## メディアミックス

### ドラマCD
『ドラマCD ぎゃるかん』のタイトルで、とらのあなにて2004年冬のポイント交換用商品として配布された非売品。TORA 00004。

#### メインキャラ以外のキャスト
- 遠山のお父さん：桐井大介
- 遠山のお母さん：笹島かほる
- お客様：小野大輔

#### トラック
1. 第1話「黒一点、音航一郎」
2. 第2話「反則の販促」
3. 第3話「メイド御子柴、出撃します」
4. 第4話「誇りある仕事」
5. キャスト挨拶

### オリジナルドラマ「こぎゃるかん」
こぎゃるかんのスピンオフ的ストーリーを実写映像化された作品。全2巻。
こぎゃるかん1　発売日：2009年04月25日 / 規格番号：DMSM-8210 / JAN：4571211602100
こぎゃるかん2　発売日：2009年06月25日 / 規格番号：DMSM-8280 / JAN：4571211602803
発売・販売元：GPミュージアムソフト

#### キャスト
- 遠山亜季 ： 木口亜矢
- 大野ひろむ ： 雨坪春菜
- 小暮ゆず ： 齊藤夢愛
- 神代直道 ： 内野謙太
- 遠山百合子 ： 崎山一葉
- 弓道部顧問・西田 ： 長江健次(友情出演)
- 高久亜美 ： 谷桃子

#### スタッフ
- 監督：薬師寺光幸
- 製作：山田浩貴
- プロデューサー：西健二郎、岩下英雅
- 原作：倉上淳士「こぎゃるかん」アクションコミックス双葉社刊
- 脚本：小谷暢亮(1)、右田昌万(2)
- 撮影：末廣健治
- 照明：細矢賢一
- 録音：山田均
- 装飾：大島政幸
- VE：市原敬司
- 助監督：落合俊一
- 弓道指導：石坂幸一
- 編集：薬師寺光幸、吉村知範
- 音楽：Kazz遠藤　効果：塚本桂三
- 制作協力：PARALLEL
- 製作：GPミュージアムソフト

## 作中用語
SAVE
パソコン用語で「保存」の意味。『ぎゃるかん』の締めに、第25話より新機軸として「つづく」などの代わりに多用されるようになった。「せぇぶ」「勢衛武」「背江府゛」などいくつかのバージョンがある。『こぎゃるかん』の締めは「つづく…」である。
モルゲン
ドイツ語のGuten Morgenで、「おはようございます」の意味。作中では「もるげん」「もる〜」など日常の挨拶に多用される。
リフト
英語のLiftで、「エレベーター」の意味。いわゆるリフトとエレベーターは基本構造は同じものである。
はーどっとはらい
第49話と第72話で登場。東北の方言で民話の締めの際に言う定型文。「めでたし、めでたし」に相当する。
主戦場
日本一の電気街である秋葉原のこと。秋葉原については「魔都」と表記した回もある。
ソドム
ゲーム制作のロケハン現場・渋谷のこと。